# لجنة مجلس الشيوخ الأمريكي للشؤون المحاربين القدامى
لجنة مجلس الشيوخ الأمريكي لشؤون المحاربين القدامى (بالإنجليزية: لجنة مجلس الشيوخ الأمريكي للشؤون المحاربين القدامى)‏ تتعامل هذه اللجنة البرلمانية في مجلس الشيوخ الأمريكي مع مع قضايا المحاربين القدامى والإشراف على كل ما يخصهم وهذا نظرا لأعدادهم الكبيرة نتيجة الحروب.
تم إنشاء اللجنة في عام 1970 لنقل مسؤوليات المحاربين القدامى من لجنتي المالية والعمل إلى لجنة واحدة. من عام 1947 إلى عام 1970 ، تمت إحالة المسائل المتعلقة بتعويضات المحاربين القدامى والمحاربين القدامى بشكل عام إلى لجنة المالية ، في حين تمت إحالة المسائل المتعلقة بالتأهيل المهني والتعليم والرعاية الطبية والإغاثة المدنية وإعادة التكيف المدني للمحاربين القدامى إلى لجنة العمل و الرفاهية العامة.
كانت اللجنة الأولى لشؤون المحاربين القدامى تضم تسعة أعضاء، مجلس الشيوخ الثاني والتسعين (1971-73). تضم الآن ما مجموعه 18 عضوا.

## أعضاء اللجنة
| الأغلبية | الأقلية |
| --- | --- |
| - جون تيستر، مونتانا، الرئيس - باتي موراي، واشنطن (توضيح) - بيرني ساندرز، فيرمونت - شيرود براون، أوهايو - ريتشارد بلومنتال، كونيتيكت - مازي هيرونو، هاواي - جو مانشين، فيرجينيا الغربية - كيرستن سنيما، أريزونا - ماغي حسن، نيوهامبشير | - جيري موران، كانساس، العضو ذو الترتيب - جون بوزمان، أركنساس - بيل كاسيدي، لويزيانا - مايك روندز، داكوتا الجنوبية - توم تيليس، كارولاينا الشمالية - دان سوليفان، ألاسكا - مارشا بلاكبرن، تينيسي - كيفن كريمر، داكوتا الشمالية - تومي توبرفيل، ألاباما |

وفقا لسيرة الذاتية الرسمية لأعضاء اللجنة على الإنترنت فإن عضوين من مجموع أربعة عشر، هم من قدماء المحاربين: ريتشارد بلومنتال ودان سوليفان.

## رؤساء لجنة شؤون المحاربين القدامى من سنة 1971 إلى الوقت الحاضر
| الاسم           | الحزب            | الولاية          | السنة       |
| --------------- | ---------------- | ---------------- | ----------- |
| Vance Hartke    | الحزب الديمقراطي | إنديانا          | 1971–1977   |
| ألان كرانستون   | الحزب الديمقراطي | كاليفورنيا       | 1977–1981   |
| ألان سيمبسون    | الحزب الجمهوري   | وايومنغ          | 1981–1985   |
| Frank Murkowski | الحزب الجمهوري   | ألاسكا           | 1985–1987   |
| ألان كرانستون   | الحزب الديمقراطي | كاليفورنيا       | 1987–1993   |
| جاي روكفلر      | الحزب الديمقراطي | فيرجينيا الغربية | 1993–1995   |
| ألان سيمبسون    | الحزب الجمهوري   | وايومنغ          | 1995–1997   |
| ارلين سبكتر     | الحزب الجمهوري   | بنسيلفانيا       | 1997–2001   |
| جاي روكفلر      | الحزب الديمقراطي | فيرجينيا الغربية | 2001–2003   |
| ارلين سبكتر     | الحزب الجمهوري   | بنسيلفانيا       | 2003–2005   |
| لاري كرايغ      | الحزب الجمهوري   | أيداهو           | 2005–2007   |
| Daniel Akaka    | الحزب الديمقراطي | هاواي            | 2007–2011   |
| باتي موراي      | الحزب الديمقراطي | واشنطن           | 2011–2013   |
| بيرني ساندرز    | مستقل            | فيرمونت          | 2013–2015   |
| جوني إيزاكسون   | الحزب الجمهوري   | جورجيا           | 2015–2019   |
| جيري موران      | الحزب الجمهوري   | كانساس           | 2020–2021   |
| جون تيستر       | الحزب الديمقراطي | مونتانا          | 2021–الحاضر |

## هوامش
1. ↑  Kyrsten Sinema is formally an independent but caucuses with the Democrats.